# Economy (Pennsylvania)
Economy ist ein Borough im Beaver County, Pennsylvania, USA. Die Einwohnerzahl betrug bei der Volkszählung 2020 9.079. Es ist ein Teil der Metropolregion Pittsburgh.

## Geschichte
Economy Township wurde 1827 gegründet und zu Economy benannt. Es ist von der Harmony Society stark bewohnt worden. Im Jahr 1957 beantragten die Bewohner der Economy Township den Status eines Borough, um Konflikte mit den umliegenden Gemeinden zu verhindern. Der Borough Economy wurde am 1. Januar 1958 gegründet.

## Lage
Nach Angaben des United States Census Bureau hat der Bezirk eine Gesamtfläche von 46 Quadratkilometern, wovon 45,61 Quadratkilometer Landfläche und 0,26 Quadratkilometer (0,39 %) Wasser sind.
Der Ort grenzt an sieben Gemeinden, darunter New Sewickley Township im Norden, Harmony Township und Baden im Westen, Conway im Nordwesten und die Marshall Township im Osten, Franklin Park im Südosten und Bell Acres im Süden.